# Dietro le linee nemiche II - L'asse del male
Dietro le linee nemiche II - L'asse del male (Behind Enemy Lines II: Axis of Evil) è un film del 2006 di James Dodson.
È il secondo capitolo che segue il film Behind Enemy Lines - Dietro le linee nemiche e anticipa il terzo capitolo, Dietro le linee nemiche III - Missione Colombia.

## Trama
La Corea del Nord sta alimentando un nuovo missile ICBM RT-2PM a tre stadi, in grado di trasportare armamento nucleare e quindi di colpire gli Stati Uniti d'America. Il presidente americano decide inizialmente di inviare una squadra di incursori della marina per distruggere il sito missilistico.
Ma al momento del lancio della squadra, l'operazione viene improvvisamente annullata, e solo 4 soldati si trovano in pieno territorio nemico. Questi assieme a degli inaspettati alleati riusciranno a sconfiggere l'asse del male.